# Luzula seubertii
Luzula seubertii — вид рослин з родини ситникові (Juncaceae), ендемік Мадейри.

## Поширення
Ендемік архіпелагу Мадейра.